# روزيتا مورينو
روزيتا مورينو (بالإنجليزية: Rosita Moreno)‏ هي مغنية وممثلة أمريكية، ولدت في 18 مارس 1907 بمدريد في إسبانيا، وتوفيت في 25 أبريل 1993 بهوليوود في الولايات المتحدة.

## وصلات خارجية
- روزيتا مورينو على موقع IMDb (الإنجليزية)
- روزيتا مورينو على موقع قاعدة بيانات الفيلم (الإنجليزية)